# Nonuya
Nonuya (Añonotha), /"gente del achiote"; achiote je Bixa orellana, biljka poznatija kao uruku, od koje Indijanci dobivaju crvenu boju./ pleme američkih Indijanaca porodice Boran naseljeno u bazenu gornje Amazone u kolumbijskom departmanu Amazonas u Villa Azul [119] i Predio Putumayo [80 nonuya; 1997], te na rijeci río Ampiyacu u Peruanskom departmanu Loreto u provinciji Maynas: Estirón (gdje živi jedna Nonuya obitelj s Bora, Ocaina, Resígaro, Orejón, Cocama i Yagua Indijancima). Za Nonuye Whiffen (1915) kaže da ih je bilo 1.000. 
Danas su oni uzgajivači yucce, chontadura (voće jedne palme), ljutih papričica ćili, banana, ananasa, avokada i drugog bilja, te lovci i ribari. Žive u velikim kolektivnim nastambama malokama.

## Vanjske poveznice
- Manejo de la palma chambira. En el clan achote de la etnia nonuya, comunidad de Peña Roja, medio río Caquetá, Amazonas
- WITOTO-BORA